# Caroline Quentin
Caroline Quentin (Reigate (Surrey), 11 juli 1960) is een Engelse actrice.
Quentin heeft een uitgebreide televisie- en toneelloopbaan achter de rug. Zij speelde onder andere in Les Misérables. Ze werd bekend in de televisieserie Men Behaving Badly en als Maddy Magellan in Jonathan Creek.
In 1998 speelde zij in Kiss Me Kate. Bij de British Comedy Awards in 2004 won Quentin de prijs voor "Best Comedy Actress" voor haar rol in Von Trapped.
Quentin speelt in de televisieserie Blue Murder de politievrouw DCI Janine Lewis.
Zij speelde ook in Whose Line Is It Anyway? en was gast in Room 101 en Have I Got News For You, eenmaal tegen en eenmaal in hetzelfde team als haar toenmalige echtgenoot Paul Merton.
Zij is hertrouwd en heeft twee kinderen, (1999) en (2003). 

## Geselecteerde filmografie
- Men Behaving Badly (1992 - 1998)
- Jonathan Creek (1997 - 2000)
- Hot Money (2001)
- Bloodstrangers (2002)
- Von Trapped (2004)
- Footprints in the Snow (2005)
- Life Begins (2004 - 2006)
- Blue Murder (2003 - 2006)
- Maggie's New Life